# Roland Juhász
Roland Juhász (Cegléd, 1º luglio 1983) è un allenatore di calcio ed ex calciatore ungherese, di ruolo difensore.

## Caratteristiche tecniche
È un difensore centrale.

## Carriera

### Club
Prima di trasferirsi in Belgio in cambio di € 1,5 milioni, ha militato nel MTK Budapest. Nel gennaio 2013 l'Anderlecht lo cede in prestito in Ungheria, al Videoton, che a fine stagione ne riscatta il cartellino a titolo definitivo.

### Nazionale
Viene convocato per gli Europei 2016 in Francia.
Nella competizione gioca 3 delle 4 partite della squadra che viene eliminata agli ottavi di finale per 4-0 contro il Belgio.
Il 15 novembre 2016 gioca la sua 96ª e ultima partita con la nazionale ungherese lasciando la squadra magiara dopo 12 anni, con il ritiro che era stato annunciato dopo gli europei di calcio.

## Statistiche

### Cronologia presenze e reti in nazionale
| Cronologia completa delle presenze e delle reti in nazionale ― Ungheria | Cronologia completa delle presenze e delle reti in nazionale ― Ungheria | Cronologia completa delle presenze e delle reti in nazionale ― Ungheria | Cronologia completa delle presenze e delle reti in nazionale ― Ungheria | Cronologia completa delle presenze e delle reti in nazionale ― Ungheria | Cronologia completa delle presenze e delle reti in nazionale ― Ungheria | Cronologia completa delle presenze e delle reti in nazionale ― Ungheria | Cronologia completa delle presenze e delle reti in nazionale ― Ungheria |
| Data                                                                    | Città                                                                   | In casa                                                                 | Risultato                                                               | Ospiti                                                                  | Competizione                                                            | Reti                                                                    | Note                                                                    |
| ----------------------------------------------------------------------- | ----------------------------------------------------------------------- | ----------------------------------------------------------------------- | ----------------------------------------------------------------------- | ----------------------------------------------------------------------- | ----------------------------------------------------------------------- | ----------------------------------------------------------------------- | ----------------------------------------------------------------------- |
| 25-4-2004                                                               | Zalaegerszeg                                                            | Ungheria                                                                | 3 – 2                                                                   | Giappone                                                                | Amichevole                                                              | 1                                                                       |                                                                         |
| 28-4-2004                                                               | Budapest                                                                | Ungheria                                                                | 1 – 4                                                                   | Brasile                                                                 | Amichevole                                                              | -                                                                       | 46’                                                                     |
| 1-6-2004                                                                | Tianjin                                                                 | Cina                                                                    | 2 – 1                                                                   | Ungheria                                                                | Amichevole                                                              | -                                                                       | 46’                                                                     |
| 6-6-2004                                                                | Kaiserslautern                                                          | Germania                                                                | 0 – 2                                                                   | Ungheria                                                                | Amichevole                                                              | -                                                                       |                                                                         |
| 18-8-2004                                                               | Glasgow                                                                 | Scozia                                                                  | 0 – 3                                                                   | Ungheria                                                                | Amichevole                                                              | -                                                                       | 84’                                                                     |
| 4-9-2004                                                                | Zagabria                                                                | Croazia                                                                 | 3 – 0                                                                   | Ungheria                                                                | Qual. Mondiali 2006                                                     | -                                                                       |                                                                         |
| 8-9-2004                                                                | Budapest                                                                | Ungheria                                                                | 3 – 2                                                                   | Islanda                                                                 | Qual. Mondiali 2006                                                     | -                                                                       |                                                                         |
| 17-11-2004                                                              | Ta' Qali                                                                | Malta                                                                   | 0 – 2                                                                   | Ungheria                                                                | Qual. Mondiali 2006                                                     | -                                                                       |                                                                         |
| 30-11-2004                                                              | Bangkok                                                                 | Ungheria                                                                | 0 – 1                                                                   | Slovacchia                                                              | Amichevole                                                              | -                                                                       |                                                                         |
| 2-12-2004                                                               | Bangkok                                                                 | Ungheria                                                                | 5 – 0                                                                   | Estonia                                                                 | Amichevole                                                              | -                                                                       | Cap. 66’                                                                |
| 2-2-2005                                                                | Cardiff                                                                 | Arabia Saudita                                                          | 0 – 0                                                                   | Ungheria                                                                | Amichevole                                                              | -                                                                       |                                                                         |
| 9-2-2005                                                                | Cardiff                                                                 | Galles                                                                  | 2 – 0                                                                   | Ungheria                                                                | Amichevole                                                              | -                                                                       |                                                                         |
| 30-3-2005                                                               | Budapest                                                                | Ungheria                                                                | 1 – 1                                                                   | Bulgaria                                                                | Qual. Mondiali 2006                                                     | -                                                                       |                                                                         |
| 17-8-2005                                                               | Budapest                                                                | Ungheria                                                                | 1 – 2                                                                   | Argentina                                                               | Amichevole                                                              | -                                                                       |                                                                         |
| 3-9-2005                                                                | Budapest                                                                | Ungheria                                                                | 4 – 0                                                                   | Malta                                                                   | Qual. Mondiali 2006                                                     | -                                                                       |                                                                         |
| 7-9-2005                                                                | Budapest                                                                | Ungheria                                                                | 0 – 1                                                                   | Svezia                                                                  | Qual. Mondiali 2006                                                     | -                                                                       | 46’                                                                     |
| 16-8-2006                                                               | Graz                                                                    | Austria                                                                 | 1 – 2                                                                   | Ungheria                                                                | Amichevole                                                              | -                                                                       | 40’                                                                     |
| 2-9-2006                                                                | Budapest                                                                | Ungheria                                                                | 1 – 4                                                                   | Norvegia                                                                | Qual. Euro 2008                                                         | -                                                                       | 65’                                                                     |
| 6-9-2006                                                                | Zenica                                                                  | Bosnia ed Erzegovina                                                    | 1 – 3                                                                   | Ungheria                                                                | Qual. Euro 2008                                                         | -                                                                       | 66’                                                                     |
| 7-10-2006                                                               | Budapest                                                                | Ungheria                                                                | 0 – 1                                                                   | Turchia                                                                 | Qual. Euro 2008                                                         | -                                                                       |                                                                         |
| 11-10-2006                                                              | Ta' Qali                                                                | Malta                                                                   | 2 – 1                                                                   | Ungheria                                                                | Qual. Euro 2008                                                         | -                                                                       |                                                                         |
| 15-11-2006                                                              | Székesfehérvár                                                          | Ungheria                                                                | 1 – 0                                                                   | Canada                                                                  | Amichevole                                                              | -                                                                       |                                                                         |
| 6-2-2007                                                                | Limassol                                                                | Cipro                                                                   | 2 – 1                                                                   | Ungheria                                                                | Amichevole                                                              | -                                                                       |                                                                         |
| 28-3-2007                                                               | Budapest                                                                | Ungheria                                                                | 2 – 0                                                                   | Moldavia                                                                | Qual. Euro 2008                                                         | -                                                                       |                                                                         |
| 2-6-2007                                                                | Heraklio                                                                | Grecia                                                                  | 2 – 0                                                                   | Ungheria                                                                | Qual. Euro 2008                                                         | -                                                                       |                                                                         |
| 6-6-2007                                                                | Oslo                                                                    | Norvegia                                                                | 4 – 0                                                                   | Ungheria                                                                | Qual. Euro 2008                                                         | -                                                                       |                                                                         |
| 22-8-2007                                                               | Budapest                                                                | Ungheria                                                                | 3 – 1                                                                   | Italia                                                                  | Amichevole                                                              | 1                                                                       |                                                                         |
| 8-9-2007                                                                | Székesfehérvár                                                          | Ungheria                                                                | 1 – 0                                                                   | Bosnia ed Erzegovina                                                    | Qual. Euro 2008                                                         | -                                                                       | 64’                                                                     |
| 12-9-2007                                                               | Istanbul                                                                | Turchia                                                                 | 3 – 0                                                                   | Ungheria                                                                | Qual. Euro 2008                                                         | -                                                                       |                                                                         |
| 13-10-2007                                                              | Budapest                                                                | Ungheria                                                                | 2 – 0                                                                   | Malta                                                                   | Qual. Euro 2008                                                         | -                                                                       | 52’                                                                     |
| 17-10-2007                                                              | Łódź                                                                    | Polonia                                                                 | 0 – 1                                                                   | Ungheria                                                                | Amichevole                                                              | -                                                                       |                                                                         |
| 21-11-2007                                                              | Budapest                                                                | Ungheria                                                                | 1 – 2                                                                   | Grecia                                                                  | Qual. Euro 2008                                                         | -                                                                       |                                                                         |
| 6-2-2008                                                                | Limassol                                                                | Slovacchia                                                              | 1 – 1                                                                   | Ungheria                                                                | Amichevole                                                              | -                                                                       |                                                                         |
| 26-3-2008                                                               | Budapest                                                                | Ungheria                                                                | 0 – 1                                                                   | Slovenia                                                                | Amichevole                                                              | -                                                                       | Cap.                                                                    |
| 24-5-2008                                                               | Budapest                                                                | Ungheria                                                                | 3 – 2                                                                   | Grecia                                                                  | Amichevole                                                              | 1                                                                       |                                                                         |
| 31-5-2008                                                               | Budapest                                                                | Ungheria                                                                | 1 – 1                                                                   | Croazia                                                                 | Amichevole                                                              | -                                                                       |                                                                         |
| 20-8-2008                                                               | Budapest                                                                | Ungheria                                                                | 3 – 3                                                                   | Montenegro                                                              | Amichevole                                                              | -                                                                       | 62’                                                                     |
| 6-9-2008                                                                | Budapest                                                                | Ungheria                                                                | 0 – 0                                                                   | Danimarca                                                               | Qual. Mondiali 2010                                                     | -                                                                       |                                                                         |
| 10-9-2008                                                               | Solna                                                                   | Svezia                                                                  | 2 – 1                                                                   | Ungheria                                                                | Qual. Mondiali 2010                                                     | -                                                                       |                                                                         |
| 11-10-2008                                                              | Budapest                                                                | Ungheria                                                                | 2 – 0                                                                   | Albania                                                                 | Qual. Mondiali 2010                                                     | 1                                                                       | 36’                                                                     |
| 15-10-2008                                                              | Ta' Qali                                                                | Malta                                                                   | 0 – 1                                                                   | Ungheria                                                                | Qual. Mondiali 2010                                                     | -                                                                       | 43’                                                                     |
| 19-11-2008                                                              | Belfast                                                                 | Irlanda del Nord                                                        | 0 – 2                                                                   | Ungheria                                                                | Amichevole                                                              | -                                                                       |                                                                         |
| 11-2-2009                                                               | Tel Aviv                                                                | Israele                                                                 | 1 – 0                                                                   | Ungheria                                                                | Amichevole                                                              | -                                                                       | 48’ 75’                                                                 |
| 1-4-2009                                                                | Budapest                                                                | Ungheria                                                                | 3 – 0                                                                   | Malta                                                                   | Qual. Mondiali 2010                                                     | 1                                                                       | 49’                                                                     |
| 12-8-2009                                                               | Budapest                                                                | Ungheria                                                                | 0 – 1                                                                   | Romania                                                                 | Amichevole                                                              | -                                                                       | 87’                                                                     |
| 5-9-2009                                                                | Budapest                                                                | Ungheria                                                                | 1 – 2                                                                   | Svezia                                                                  | Qual. Mondiali 2010                                                     | -                                                                       | 64’                                                                     |
| 9-9-2009                                                                | Budapest                                                                | Ungheria                                                                | 0 – 1                                                                   | Portogallo                                                              | Qual. Mondiali 2010                                                     | -                                                                       | Cap.                                                                    |
| 10-10-2009                                                              | Lisbona                                                                 | Portogallo                                                              | 3 – 0                                                                   | Ungheria                                                                | Qual. Mondiali 2010                                                     | -                                                                       |                                                                         |
| 14-10-2009                                                              | Copenaghen                                                              | Danimarca                                                               | 0 – 1                                                                   | Ungheria                                                                | Qual. Mondiali 2010                                                     | -                                                                       |                                                                         |
| 14-11-2009                                                              | Gand                                                                    | Belgio                                                                  | 3 – 0                                                                   | Ungheria                                                                | Amichevole                                                              | -                                                                       | Cap.                                                                    |
| 3-3-2010                                                                | Győr                                                                    | Ungheria                                                                | 1 – 1                                                                   | Russia                                                                  | Amichevole                                                              | -                                                                       | Cap.                                                                    |
| 29-5-2010                                                               | Budapest                                                                | Ungheria                                                                | 0 – 3                                                                   | Germania                                                                | Amichevole                                                              | -                                                                       | Cap. 72’                                                                |
| 5-6-2010                                                                | Amsterdam                                                               | Paesi Bassi                                                             | 6 – 1                                                                   | Ungheria                                                                | Amichevole                                                              | -                                                                       | Cap.                                                                    |
| 11-8-2010                                                               | Londra                                                                  | Inghilterra                                                             | 2 – 1                                                                   | Ungheria                                                                | Amichevole                                                              | -                                                                       |                                                                         |
| 3-9-2010                                                                | Solna                                                                   | Svezia                                                                  | 2 – 0                                                                   | Ungheria                                                                | Qual. Euro 2012                                                         | -                                                                       |                                                                         |
| 7-9-2010                                                                | Budapest                                                                | Ungheria                                                                | 2 – 1                                                                   | Moldavia                                                                | Qual. Euro 2012                                                         | -                                                                       |                                                                         |
| 8-10-2010                                                               | Budapest                                                                | Ungheria                                                                | 8 – 0                                                                   | San Marino                                                              | Qual. Euro 2012                                                         | -                                                                       |                                                                         |
| 12-10-2010                                                              | Helsinki                                                                | Finlandia                                                               | 1 – 2                                                                   | Ungheria                                                                | Qual. Euro 2012                                                         | -                                                                       |                                                                         |
| 17-11-2010                                                              | Székesfehérvár                                                          | Ungheria                                                                | 2 – 0                                                                   | Lituania                                                                | Amichevole                                                              | -                                                                       | Cap. 80’                                                                |
| 9-2-2011                                                                | Dubai                                                                   | Azerbaigian                                                             | 0 – 2                                                                   | Ungheria                                                                | Amichevole                                                              | -                                                                       | 66’                                                                     |
| 25-3-2011                                                               | Budapest                                                                | Ungheria                                                                | 0 – 4                                                                   | Paesi Bassi                                                             | Qual. Euro 2012                                                         | -                                                                       |                                                                         |
| 29-3-2011                                                               | Amsterdam                                                               | Paesi Bassi                                                             | 5 – 3                                                                   | Ungheria                                                                | Qual. Euro 2012                                                         | -                                                                       | 59’                                                                     |
| 3-6-2011                                                                | Lussemburgo                                                             | Lussemburgo                                                             | 0 – 1                                                                   | Ungheria                                                                | Amichevole                                                              | -                                                                       | Cap. 78’                                                                |
| 7-6-2011                                                                | Serravalle                                                              | San Marino                                                              | 0 – 3                                                                   | Ungheria                                                                | Qual. Euro 2012                                                         | -                                                                       | Cap. 17’                                                                |
| 10-8-2011                                                               | Budapest                                                                | Ungheria                                                                | 4 – 0                                                                   | Islanda                                                                 | Amichevole                                                              | -                                                                       | 46’                                                                     |
| 6-9-2011                                                                | Chișinău                                                                | Moldavia                                                                | 0 – 2                                                                   | Ungheria                                                                | Qual. Euro 2012                                                         | -                                                                       | Cap. 78’                                                                |
| 11-10-2011                                                              | Budapest                                                                | Ungheria                                                                | 0 – 0                                                                   | Finlandia                                                               | Qual. Euro 2012                                                         | -                                                                       | cap.                                                                    |
| 11-11-2011                                                              | Budapest                                                                | Ungheria                                                                | 5 – 0                                                                   | Liechtenstein                                                           | Amichevole                                                              | -                                                                       |                                                                         |
| 15-11-2011                                                              | Poznań                                                                  | Polonia                                                                 | 2 – 1                                                                   | Ungheria                                                                | Amichevole                                                              | -                                                                       |                                                                         |
| 29-2-2012                                                               | Győr                                                                    | Ungheria                                                                | 1 – 1                                                                   | Bulgaria                                                                | Amichevole                                                              | -                                                                       | cap.                                                                    |
| 1-6-2012                                                                | Praga                                                                   | Rep. Ceca                                                               | 1 – 2                                                                   | Ungheria                                                                | Amichevole                                                              | -                                                                       | cap. 39’                                                                |
| 15-8-2012                                                               | Budapest                                                                | Ungheria                                                                | 1 – 1                                                                   | Israele                                                                 | Amichevole                                                              | -                                                                       | cap. 46’                                                                |
| 7-9-2012                                                                | Andorra la Vella                                                        | Andorra                                                                 | 0 – 5                                                                   | Ungheria                                                                | Qual. Mondiali 2014                                                     | 1                                                                       |                                                                         |
| 11-9-2012                                                               | Budapest                                                                | Ungheria                                                                | 1 – 4                                                                   | Paesi Bassi                                                             | Qual. Mondiali 2014                                                     | -                                                                       | 29’                                                                     |
| 12-10-2012                                                              | Tallinn                                                                 | Estonia                                                                 | 0 – 1                                                                   | Ungheria                                                                | Qual. Mondiali 2014                                                     | -                                                                       | 65’                                                                     |
| 14-11-2012                                                              | Budapest                                                                | Ungheria                                                                | 0 – 2                                                                   | Norvegia                                                                | Amichevole                                                              | -                                                                       | cap. 69’ 72’                                                            |
| 6-6-2013                                                                | Győr                                                                    | Ungheria                                                                | 1 – 0                                                                   | Kuwait                                                                  | Amichevole                                                              | -                                                                       | 90+3’                                                                   |
| 14-8-2013                                                               | Budapest                                                                | Ungheria                                                                | 1 – 1                                                                   | Rep. Ceca                                                               | Amichevole                                                              | -                                                                       | cap.                                                                    |
| 5-3-2014                                                                | Győr                                                                    | Ungheria                                                                | 1 – 2                                                                   | Finlandia                                                               | Amichevole                                                              | -                                                                       |                                                                         |
| 22-5-2014                                                               | Debrecen                                                                | Ungheria                                                                | 2 – 2                                                                   | Danimarca                                                               | Amichevole                                                              | -                                                                       | 57’                                                                     |
| 7-9-2014                                                                | Budapest                                                                | Ungheria                                                                | 1 – 2                                                                   | Irlanda del Nord                                                        | Qual. Euro 2016                                                         | -                                                                       |                                                                         |
| 11-10-2014                                                              | Bucarest                                                                | Romania                                                                 | 1 – 1                                                                   | Ungheria                                                                | Qual. Euro 2016                                                         | -                                                                       | 69’                                                                     |
| 14-10-2014                                                              | Tórshavn                                                                | Fær Øer                                                                 | 0 – 1                                                                   | Ungheria                                                                | Qual. Euro 2016                                                         | -                                                                       |                                                                         |
| 14-11-2014                                                              | Budapest                                                                | Ungheria                                                                | 1 – 0                                                                   | Finlandia                                                               | Qual. Euro 2016                                                         | -                                                                       | 64’                                                                     |
| 18-11-2014                                                              | Budapest                                                                | Ungheria                                                                | 1 – 2                                                                   | Russia                                                                  | Amichevole                                                              | -                                                                       |                                                                         |
| 29-3-2015                                                               | Budapest                                                                | Ungheria                                                                | 0 – 0                                                                   | Grecia                                                                  | Qual. Euro 2016                                                         | -                                                                       |                                                                         |
| 13-6-2015                                                               | Helsinki                                                                | Finlandia                                                               | 0 – 1                                                                   | Ungheria                                                                | Qual. Euro 2016                                                         | -                                                                       | 82’                                                                     |
| 4-9-2015                                                                | Budapest                                                                | Ungheria                                                                | 0 – 0                                                                   | Romania                                                                 | Qual. Euro 2016                                                         | -                                                                       | 25’                                                                     |
| 8-10-2015                                                               | Budapest                                                                | Ungheria                                                                | 2 – 1                                                                   | Fær Øer                                                                 | Qual. Euro 2016                                                         | -                                                                       |                                                                         |
| 11-10-2015                                                              | Il Pireo                                                                | Grecia                                                                  | 4 – 3                                                                   | Ungheria                                                                | Qual. Euro 2016                                                         | -                                                                       | 37’                                                                     |
| 20-5-2016                                                               | Budapest                                                                | Ungheria                                                                | 0 – 0                                                                   | Costa d'Avorio                                                          | Amichevole                                                              | -                                                                       |                                                                         |
| 18-6-2016                                                               | Marsiglia                                                               | Islanda                                                                 | 1 – 1                                                                   | Ungheria                                                                | Euro 2016 - 1º turno                                                    | -                                                                       | 84’                                                                     |
| 22-6-2016                                                               | Lione                                                                   | Ungheria                                                                | 3 – 3                                                                   | Portogallo                                                              | Euro 2016 - 1º turno                                                    | 1                                                                       | 28’                                                                     |
| 26-6-2016                                                               | Tolosa                                                                  | Ungheria                                                                | 0 – 4                                                                   | Belgio                                                                  | Euro 2016 - Ottavi di finale                                            | -                                                                       | 79’                                                                     |
| 15-11-2016                                                              | Budapest                                                                | Ungheria                                                                | 0 – 2                                                                   | Svezia                                                                  | Amichevole                                                              | -                                                                       | 45’                                                                     |
| Totale                                                                  |                                                                         | Presenze (5º posto)                                                     | 95                                                                      |                                                                         | Reti                                                                    | 6                                                                       |                                                                         |

## Palmarès

### Club
- Campionato ungherese: 2

Videoton: 2014-2015, 2017-2018
- Coppa d'Ungheria: 1

MOL Vidi: 2018-2019

### Individuale
- Calciatore ungherese dell'anno: 2

2009, 2011